# Simon Krivec
Simon Krivec (* 16. August 1987 in Geldern) ist ein ehemaliger deutscher Sportler, Sportfunktionär, Apotheker und Dopingexperte. Er ist Präsident des Handball-Bundesligisten HSG Krefeld Niederrhein.

## Familie und Ausbildung
Krivec ist der Sohn des ehemaligen deutschen Dreispringers, Apotheker und Sportmäzen Günter Krivec. Er besuchte das Gymnasium Adolfinum in Moers. Von 2007 bis 2012 studierte Krivec an der Johann Wolfgang Goethe-Universität Frankfurt am Main Pharmazie bei u. a. Theodor Dingermann, Michael Karas und Manfred Schubert-Zsilavecz. Von 2012 bis 2016 promovierte er im Fachbereich Chemie an der Universität Hamburg.
Seine Dissertation Die Anwendung von anabolen-androgenen Steroiden in der Bundesrepublik Deutschland in den Jahren 1960 bis 1988 unter besonderer Berücksichtigung der Leichtathletik, in der 31 männliche Top-Leichtathleten der Bundesrepublik Deutschland den Missbrauch von Anabolika einräumten, löste im März 2017 eine bundesweite Debatte zum Umgang mit Doping in der Bundesrepublik Deutschland aus. Krivecs Studie zum Einsatz von Doping in der westdeutschen Leichtathletik ist die ausführlichste wissenschaftlich belegte Arbeit in diesem Bereich.

## Unternehmer
Seit 2013 ist Krivec als Apotheker und Unternehmer am Niederrhein tätig. Zur Unternehmensgruppe gehören u. a. Apotheken, Ärztehäuser, pharmazeutische Laboratien. Das Familienunternehmen existiert seit 1685.

## Autor
Gemeinsam mit dem Journalisten Ralf Meutgens schrieb Krivec im Jahr 2022 das Buch Das Corona-Chaos. Ein Apotheker packt aus. über seine persönlichen Erfahrungen der Pandemiebekämpfung. Erschienen ist das Buch, das zum SPIEGEL-Bestseller avancierte, im S. Hirzel Verlag.

## Sport
Krivec spielte in seiner Jugend Hockey und Volleyball. Im Mai 2010 gab er sein Debüt in der 1. Volleyball-Bundesliga für den ehemaligen Europacup-Sieger und Deutschen Meister Moerser SC.
Seit 2020 ist Krivec Vorstandsvorsitzender der HSG Krefeld Niederrhein. Zwei Jahrzehnte (2005–2024) war Krivec zudem Mitglied des Vorstandes des Moerser SC mit seinen Abteilungen Volleyball, Handball und Leichtathletik. Seit 2019 ist Krivec Mitglied des Kuratoriums der Stiftung Deutsche Sporthilfe.

## Veröffentlichungen
- Simon Krivec: Die Anwendung von anabolen-androgenen Steroiden im Leistungssport der Bundesrepublik Deutschland in den Jahren 1960 bis 1988 unter besonderer Berücksichtigung der Leichtathletik. Logos Verlag Berlin GmbH, Berlin, 2017. ISBN 978-3-8325-4439-3
- Simon Krivec, Ralf Meutgens (Bearb.): Das Corona-Chaos. Ein Apotheker packt aus. Hirzel, Stuttgart, 2022. ISBN 978-3-7776-3245-2